# Lasioglossum callophrys
Lasioglossum callophrys är en biart som beskrevs av Ebmer 2002. Lasioglossum callophrys ingår i släktet smalbin, och familjen vägbin. Inga underarter finns listade i Catalogue of Life.